# Куяте, Лансана
Лансана Куяте (фр. Lansana Kouyaté; род. 15 июля 1950) — гвинейский дипломат и политический деятель, премьер-министр страны с 2007 по 2008 год.

## Ранние годы
Родился в поселке Коба. Изучал управленческую дело в Университете Конакри, после чего поступил на государственную службу. В 1976 году получил должность директора управления труда, а в следующем году возглавил управление торговли, ценовой политики и статистики.
В 1982 году перешёл на дипломатическую работу, присоединившись к гвинейского представительства в Кот д’Ивуаре. В 1985 году вернулся в министерство иностранных дел в Конакри, где возглавил отдел Африки и ОАЕ. За два года он занимал пост посла Гвинеи в Египте, Иордании, Ливане, Судане, Сирии и Турции. В 1992 году Куяте стал представителем Гвинеи в ООН, где стал вице-президентом Экономического и социального совета.
В 1993 году получил пост специального представителя генерального секретаря ООН во время миротворческой операции в Сомали. В июне 1994 года занял должность ассистента генерального секретаря ООН в отделе политических дел. В сентябре 1997 года получил пост исполнительного секретаря Экономического сообщества стран Западной Африки (ECOWAS), которую он занимал до февраля 2002 года.
Во время службы в ECOWAS Куяте был награждён ордена Почётного легиона.

## Премьер-министр
В результате общегосударственной забастовки в Гвинее в начале 2007 года Куяте был назначен на пост главы правительства страны. Президент Лансана Конте выбрал его кандидатуру из списка, предоставленного лидерами профсоюзов. 1 марта в Конакри состоялась церемония вступления в должность главы правительства; Конте был отсутствующим. В состав нового правительства вошли 19 министров и три государственных секретари; ни один из представителей предыдущих правительств в состав нового кабинета не попал.
3 января 2008 года Конте отстранил от должности Жюстена Мореля Жюниора, министра связи и спикера правительства, не проконсультировавшись с Куяте. На следующий день премьер заявил, что не собирается проводить заседание правительства без Морела. Профсоюзы объявили, что намерены начать новую волну забастовок 10 января, требуя восстановления Мореля на посту. 9 января в результате договоренностей было объявлено об отмене забастовки.
Впрочем, напряженность в отношениях между президентом и премьером росла. В частности Конте не соглашался с решением главы правительства относительно предоставления разрешения ливийцам на управление элитарными отелями.
20 мая 2008 года на телевидении было объявлено об отставке Куяте с поста премьер-министра. Это стало неожиданностью для гвинейского общества. На следующий день лидеры профсоюзов вновь начали массовые выступления в крупных городах страны.